# Maria Gates-Meltel
Maria Gates-Meltel – palauska polityk, działaczka na rzecz praw kobiet.
Córka Ngirakeda Gatesa i Tongko Mekui-Gates. Zasiadała w parlamencie stanu Angaur. 1 stycznia 2011 została wybrana gubernatorem tej jednostki administracyjnej. Zaprzysiężono ją 7 stycznia 2011.
Jest żoną biznesmena Jacka Meltela, ma trzech synów.